# Tsjernjachivcultuur
De Tsjernjachivcultuur (ook: Sântana de Mureșcultuur of Tsjernjachovcultuur) is een archeologische cultuur die bloeide tussen de 2e en 5e eeuw n.Chr. in een groot gebied van Oost-Europa, met name in het huidige West-Oekraïne, Roemenië, Moldavië, en delen van Wit-Rusland. De cultuur is vernoemd naar de plaatsen Tsjernjachiv (Oekraïens: Черняхів; Russisch: Черняхов, Tsjernjachov) in de Oblast Kiev in Oekraïne en Sântana de Mureș in Roemenië.
De cultuur is waarschijnlijk het gevolg van een vermenging van Goten, Geten, Daciërs, Sarmaten en de Slavische bevolking van het gebied.

## Materiële cultuur

### Nederzettingen
De huizen werden in parallelle rijen gebouwd en zijn hoofdzakelijk van twee types. Het meest talrijk zijn verzonken gebouwen, zogenaamde kuilwoningen. Ze zijn over het algemeen klein van formaat, zo'n 5–16 m² groot. Het andere belangrijke type waren zogenaamde woonstalhuizen, die van uiteenlopend maar over het algemeen groter formaat waren.
Sommige nederzettingen hebben beide typen woningen, hoewel Roemeense vondsten alleen kuilwoningen bevatten. Hoewel de variatie in soorten mogelijk toe te schrijven is aan de verschillende etnische groepen in het gebied, zijn de verschillen ook een afspiegeling van sociaal-economische factoren. De woonstalhuizen zijn karakteristiek voor Germaanse nederzettingen in Midden-Europa, en worden niet gevonden bij de vroegere culturen van Zuidoost-Europa. Omgekeerd worden de kuilwoningen gevonden bij eerdere Dacische culturen in de Karpaten en de boeren van de bossteppe, en ook in de eropvolgende periode, waarbij ze op grote schaal in heel Oost-Europa voorkomt.

### Begrafenispraktijken

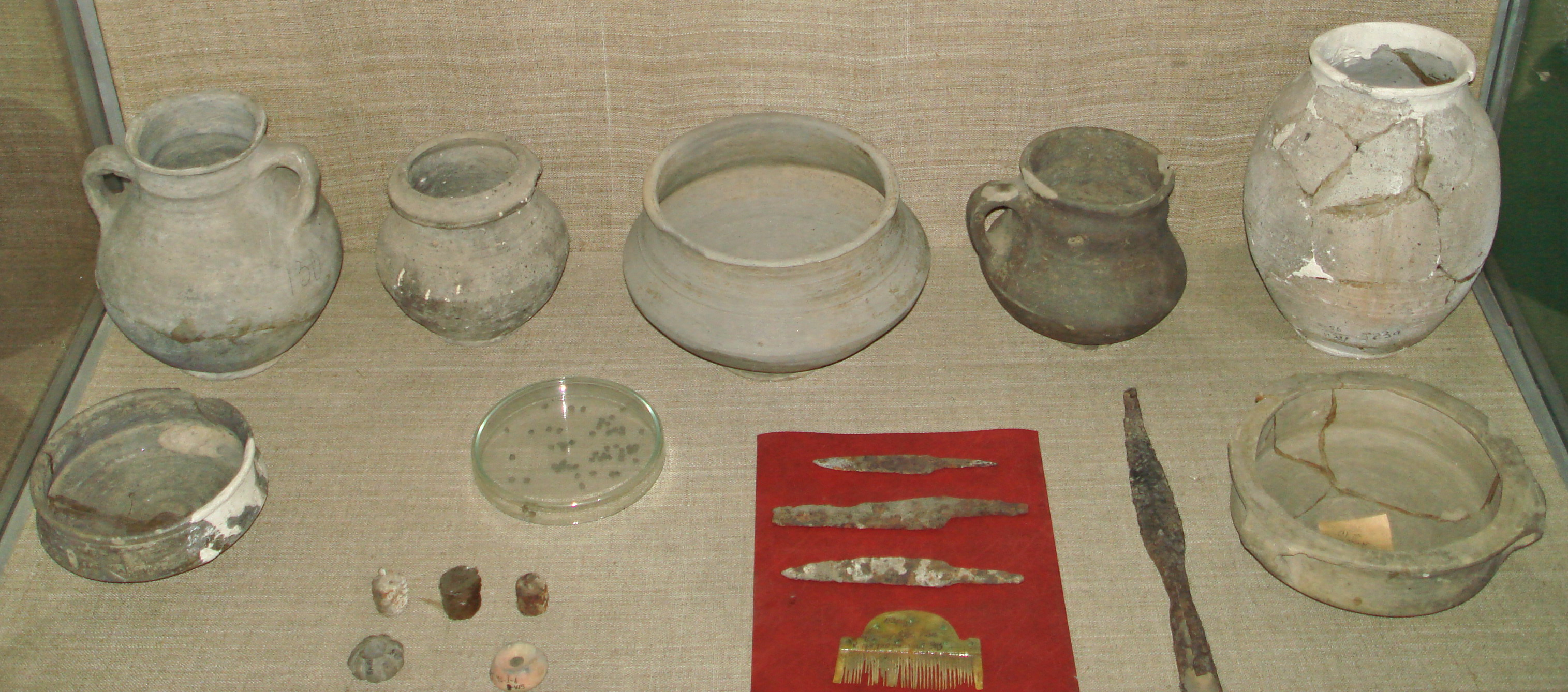
Vondsten van het grafveld van Budeşti in Moldavië

Zowel begrafenis als crematie werden beoefend. Bij de begravingen werden de doden meestal in noord-zuid richting (met het hoofd naar het noorden) begraven, een minderheid in oost-west richting.
De grafgiften omvatten aardewerk, ijzeren werktuigen, fibulae, gespen, benen kammen, glazen drinkbekers, en sieraden, hoewel in latere perioden de grafgiften afnemen.
De vrouwelijke graven in het bijzonder tonen nauwe gelijkenissen met die der Wielbarkcultuur, met twee fibulae, een op elke schouder. Zoals in de Wielbarkcultuur ontbreken bij de Tsjernjachiv-graven meestal wapens als grafgiften, behalve in een paar crematiebegrafenissen die doen denken aan Przeworsk-invloeden.
Zorgvuldige analyse suggereert dat de crematie- en gemengde graven uit de vroege periode waren, terwijl er aan het eind een trend naar lichaamsbegraving zonder grafgiften was, mogelijk als gevolg van de invoering van het christendom.

### Aardewerk
Het aardewerk was voornamelijk uit lokale productie, zowel op de pottenbakkersschijf gedraaid als handgevormd. Gedraaid aardewerk kwam het meeste voor, en werd van fijnere klei gemaakt. Het deed denken aan eerder Sarmatisch aardwerk, verfijnd door Romeinse en La Tène-invloeden. Het handgevormd aardewerk toont een grotere verscheidenheid in vorm en werd soms versierd met ingesneden lineaire motieven. Daarnaast worden ook Romeinse amforen gevonden, wat handelscontacten met de Romeinse wereld suggereert. Er is een kleine, maar regelmatige, aanwezigheid van handgevormd aardewerk karakteristiek voor dat gevonden bij westelijke Germaanse volkeren.

### Economie
De Tsjernjachiv-mensen waren in de eerste plaats een sedentaire bevolking die zich bezighield met de teelt van granen, met name tarwe, gerst en gierst. Vondsten van ploegscharen, sikkels en zeisen zijn talrijk. De veehouderij concentreerde zich op rundvee, terwijl het fokken van paarden beperkt lijkt te zijn tot de open steppe. Metaalbewerkingsvaardigheden waren wijdverbreid in de hele cultuur. Veel van de werktuigen waren door lokale smeden vervaardigd, hoewel er enig bewijs is voor productspecialisatie.

## Oorsprong
De cultuur ontwikkelde zich in de 2e eeuw na Chr. over het gebied van de vroegere Slavische Tsjornoliscultuur van de bossteppe en verder over de Sarmatische gebieden aan de Zwarte Zee.
Cruciale invloeden op de ontwikkeling van de Tsjernjachivcultuur waren afkomstig van de Wielbarkcultuur. Andere invloeden, zoals een minderheid van graven met wapens, zijn zichtbaar van de Przeworsk- en Zaroebyntsiculturen. Hoewel uit verschillende elementen ontstaan werd de cultuur al snel opvallend homogeen over de gebieden die het bezette.
De cultuur is een weerspiegeling van de uit literaire bronnen bekende Gotische overheersing van het Pontische gebied. De ontwikkeling van de cultuur komt goed overeen met het verhaal van de Gotische migratie van Gothiscandza naar Oium zoals verteld door Jordanes.
Ontstaan in het midden van de 1ste eeuw, verspreidde de Wielbarkcultuur zich in de 2e en 3e eeuw van de Oostzeekust van Pommeren langs de Wisła. Wielbark-elementen zijn prominent aanwezig in het Tsjernjachiv-gebied, zoals typisch Germaans aardewerk, broches en vrouwelijke klederdracht, en in het bijzonder de wapenloze bi-rituele begrafenissen.
Een afname van het aantal nederzettingen in het originele Wielbark-gebied in Pommeren wordt gezien als bewijs van een bevolkingsbeweging. Gecombineerd met Jordanes relaas wordt aangenomen dat een migratie van Goten, en andere Oost-Germaanse groepen zoals de Herulen en Gepiden, een belangrijke rol speelde bij de totstandkoming van de Tsjernjachivcultuur. Deze beweging was niet één enkele grote migratie, maar vormde zich uit een reeks kleine, soms met elkaar strijdende groepen.

## Neergang
De Tsjernjachivcultuur eindigde in de 5e eeuw, hetgeen in verband wordt gebracht met de komst van de Hunnen. Het wegtrekken van de Goten veroorzaakte een verstoring van de hiërarchische politieke structuur. Een deel van de autochtone bevolking bleef aanwezig, en spreidde zich zelfs verder uit. Dit is in verband gebracht met de opkomst en verspreiding van de Slavische volkeren.